# Peyton Place (novela)
Peyton Place es una novela de 1956 escrita por Grace Metalious. La obra describe las complicadas vidas de tres mujeres en una pequeña ciudad conservadora de Nueva Inglaterra, con temas recurrentes como la hipocresía, las desigualdades sociales y los privilegios de la clase en una historia que incluye incesto, aborto, adulterio, lujuria y asesinato. Vendió sesenta mil copias en los primeros diez días de su lanzamiento y permaneció en la lista de superventas del New York Times durante 59 semanas.
La novela dio lugar a una franquicia que duraría cuatro décadas. Twentieth Century-Fox la adaptó como película en 1957, y Metalious escribió una novela de seguimiento que se publicó en 1959, llamada Return to Peyton Place, que también se filmó en 1961 con el mismo título. La novela original de 1956 fue adaptada de nuevo en 1964, convirtiéndose en una exitosa serie de televisión en horario estelar que duró hasta 1969. El término "Peyton Place" - una alusión a cualquier pequeño pueblo o grupo que guarda secretos escandalosos - ingresó en el léxico estadounidense.
Una telenovela diurna de la NBC, titulada Return to Peyton Place, se emitió de 1972 a 1974, y la franquicia se completó con dos películas para televisión, que se emitieron en 1977 y 1985.